# کتاب آهنگران
کتاب آهنگران نام کتابی است نوشته علی اکبری که با هدایت و نظارت صادق آهنگران تألیف شده است. این کتاب ۹۲۰ صفحه‌ای در سال ۱۳۹۱ توسط نشر یازهرا به بازار ارائه شد. این کتاب در هفته اول انتشار توانست بیش از سه هزار نسخه فروش کند.
این کتاب حاوی ۲۲۰ صفحه خاطرات صادق آهنگران و همچنین متن بیش از ۵۰۰ نوحه اجرا شده توسط وی است. این کتاب حاوی ۱۲۰ عکس به همراه خاطرات ذکر شده می‌باشد.